# Mohawk (cratera)

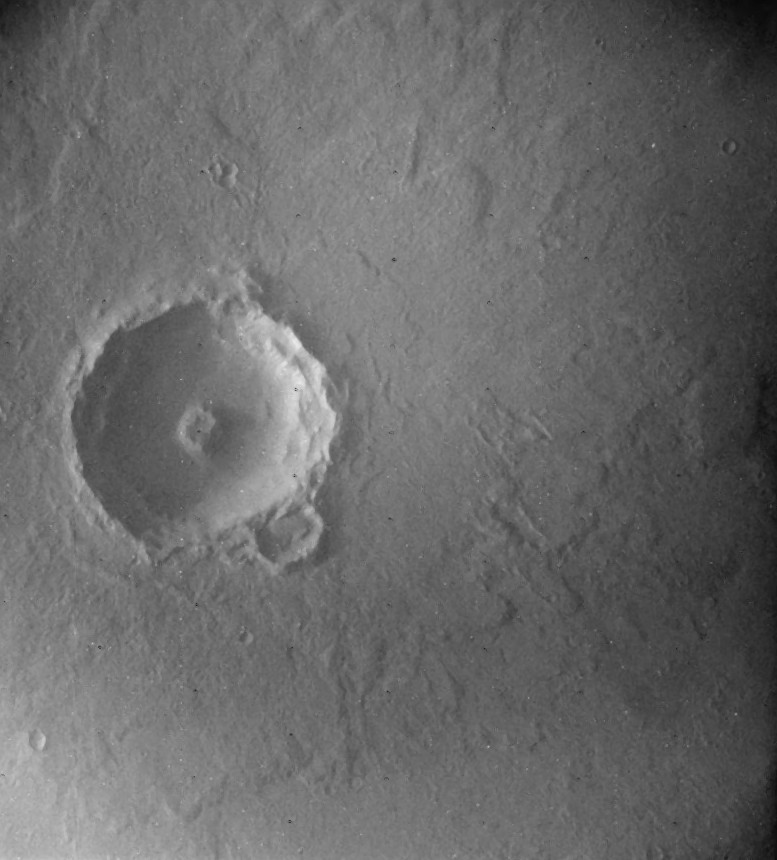

A cratera Mohawk é uma cratera de impacto no quadrângulo de Elysium em Marte localizada a  43.2° N e 5.4° W. Ela possui 17.5 km em diâmetro e recebeu o nome de uma cidade no Iêmen.